# تایلر دادز
تایلر دادز (انگلیسی: Tyler Dodds؛ زادهٔ ۲۵ آوریل ۱۹۹۶) بازیکن فوتبال اهل انگلستان است که در پست وینگر برای نیوکاسل یونایتد بازی می‌کند.
دادز که در سال ۱۹۹۶ متولد شد، به عنوان یک بازیکن جوان به آکادمی جوانان ساندرلند پیوست و به عنوان یکی از بهترین بازیکنان در رده‌های سنی جوانان به حساب می‌آمد.